# Efe Ajagba
Efe Ajagba (22 aprile 1994) è un pugile nigeriano.

## Palmarès

### Giochi del Commonwealth
- 1 medaglia:
  - 1 bronzo (Glasgow 2014 nei pesi supermassimi)

### Giochi africani
- 1 medaglia:
  - 1 oro (Brazzaville 2015 nei pesi supermassimi)